# Zoo Tycoon
Zoo Tycoon je poslovna simulaciona video igra koju je razvio Blue Fang Games, a objavio Microsoft. Igra je izašla 17. oktobra 2001. godine, a puštena u prodaju 22. oktobra 2001. godine u Sjedinjenim Američkim Državama i Kanadi, u Evropi, Zoo Tycoon je objavljen 2. novembra 2001. godine u Ujedinjenom Kraljevstvu, Danskoj, Finskoj, Norveškoj, Švedskoj, 5. novembra u Nemačkoj, a 14. novembra u Francuskoj. Drugi deo Zoo Tycoon-a, Zoo Tycoon 2 je izašao 2004. godine. Godine 2005. je izašla verzija Zoo Tycoon-a za Nintendo DS. Zoo Tycoon je u roku od godinu dana nakon izlaska dostigao komercijalni uspeh. Širom sveta, prodato je preko milion primeraka video-igre Zoo Tycoon.

## Gejmplej
U ovoj video igri, igrač iz ptičje perspektive mora da pravi svoj uspešan zoološki vrt gradeđi eksponate i staništa u kojima će se nalaziti životinje. Veoma je važno da u vašem zoološkom vrtu zadovoljite potrebe posetilaca, ali i životinja koje zahtevaju različite travnate podloge, floru, kamenje, igračke i staništa u kojima bi životinje spavale i odmarale. Zoo Tycoon sadrži razne životinje poput slona, žirafe, gazele, nosoroga, medveda i mnogih drugih životinja, životinje ne možete stavljati van staništa, već samo u staništu. Posetioci zahtevaju razne štandove za kupovinu jela poput hamburgera, sladoleda, pića, šećerne vune... posetioci obožavaju prodavnice suvenira i kuće u kojima se nalaze Insecti, gmizavci, ptice, primati,. Posetioci zahtevaju klupe, kako bi se posetioci odmorili, i kante za smeće, u kojima bi posetioci ubacivali odpatke kako posetioci nebi bacali otpad na tlo zoološkog vrta. Tokom pravljenja zoološkog vrta u Zoo Tycoon-u postoji mogućnost pravljenja puta po kome bi se posetioci kretali i moguće je dodavati ulične lampe, fontane, skulpture, topiare i ukrasne biljke. Postoji i mogućnost odabira pola životinja, u igri se mogu pročitati i informacije o životinjama iz stvarnog života.

## Proširenja
Za Zoo Tycoon su napravljena dva proširenja - Dinosaur Digs, koji je izašao sadrži praistorijske životinje, i Marine Mania, koji sadrži životinje koje žive u morima i okeanima. Za Zoo Tycoon su napravljeni i bonus dodaci, poput novih životinja i eksponata. Godine 2003. je napravljena kompilacija Zoo Tycoon: Complete Collection koja obuhvata Zoo Tycoon kao glavnu igru, i sva proširenja i bonus dodatke.

## Nintendo DS verzija
Zoo Tycoon DS je verzija Zoo Tycoon-a iz 2005. godine. Grafika i gameplay su donekle slični kompjuterskoj verziji Zoo Tycoon-a. Sve životinje i eksponati iz kompjuterske verzije Zoo Tycoon-a su dostupni i u Zoo Tycoon DS-u, samo što su dodate dve nove životinje - kuprej i azijski divlji magarac. Nastavak za Zoo Tycoon DS je Zoo Tycoon 2 DS koji je objavljen 2008. godine.

## Popis životinja iz igre
U igri "Zoo Tycoon" se nalaze sledeće životinje:

#### Iz igre "Zoo Tycoon" iz 2001.[2]
- Afrički bivo
- Afrički slon
- Lav
- Bradavičasta svinja
- Američki muflon
- Američki bizon
- Arktički vuk
- Bengalski tigar
- Američki crni medved
- Crni panter
- Crni nosorog
- Kalifornijski morski lav
- Gepard
- Šimpanza
- Oblačasti leopard
- Obični gnu
- Jednogrba Kamila
- Carski pingvin
- Oriks antilopa
- Džinovski mravojed
- Džinovska panda
- Žirafa
- Sivi vuk
- Flamingos
- Grizli
- Nilski konj
- Alpski kozorog
- Jaguar
- Leopard
- Zapadni gorila
- Mandril
- Markhor
- Los
- Okapi
- Pavijan
- Noj
- Zebra
- Polarni medved
- Crveni kengur
- Estuarski krokodil
- Sibirski tigar
- Snežni leopard
- Pegava hijena
- Tomsonova gazela
- Beli bengalski tigar
- Jednorog
- Triceratops

#### Iz proširenjaDinosaur Digsiz 2002.[3]
- Celofizis
- Hererasaurus
- Plateosaurus
- Alosaurus
- Apatosaurus
- Kamptosaurus
- Kaduipteriks
- Kentrosaurus
- Plesiosaurus
- Stegosaurus
- Ankilosaurus
- Deinosuhus
- Galimimus
- Iguanodon
- Lambeosaurus
- Spinosaurus
- Stirakosaurus
- Tiranosaurus reks
- Velociraptor
- Makrauhenija
- Džinovski lenjivac
- Džinovska kornjača
- Sabljozubi tigar
- Runasti Mamut
- Runasti nosorog
- Čudovište iz Loh Nesa

#### Iz proširenjaMarine Maniaiz 2002.[4]
- Sabljarka
- Beluga
- Atlantska tyna plavoperka
- Kljunasti delfin
- Grenlandski kit
- Testerača
- Severni morski slon
- Džinovska lignja
- Velika barakuda
- Velika bela ajkula
- Džinovska murina
- Zelena morska kornjača
- Ajkula čekićara
- Perajasta pliskavica
- Grbavi kit
- Lavovska griva
- Manta
- Narval
- Orka
- Pacifička hobotnica
- Pacifički morž
- Dugonosa ajkula
- Južna morska vidra
- Ulješura
- Tigar ajkula
- Severnoamerički lamantin
- Kit ajkula
- Sirena

#### Bonus životinje[2]
- Afrički divlji pas
- Azijski crni medved
- Azijski slon
- Jelenska antilopa
- Bongo
- Lama
- Meksički sivi vuk
- Puma
- Irvas
- Sabljasta antilopa
- Jeti
- Magnet(polarni medved iz zoološkog vrta u Baltimoreu)
- Divlji konj Prževaljskog
- Bigfut
- Japanski serov
- Komodski zmaj
- Malajski tapir
- Orangutan
- Javanski nosorog

## Spoljašnje veze
- Zoo Tycoon na MobyGames-u
- Zvaničan web-sajt video-igre "Zoo Tycoon"
- Zoo Tycoon Wiki stranica na Fandom-u
- Zoo Tycoon na zvaničnom sajtu časopisa "Svet Kompjutera"
- Zoo Tycoon: Dinosaur Digs na MobyGames-u
- Zoo Tycoon: Dinosaur Digs na zvaničnom sajtu časopisa "Svet Kompjutera"
- Zoo Tycoon: Marine Mania na MobyGames-u
- Zoo Tycoo: Complete Collection na MobyGames-u
- Zoo Tycoon DS na MobyGames-u